# Ernst Åkerbladh

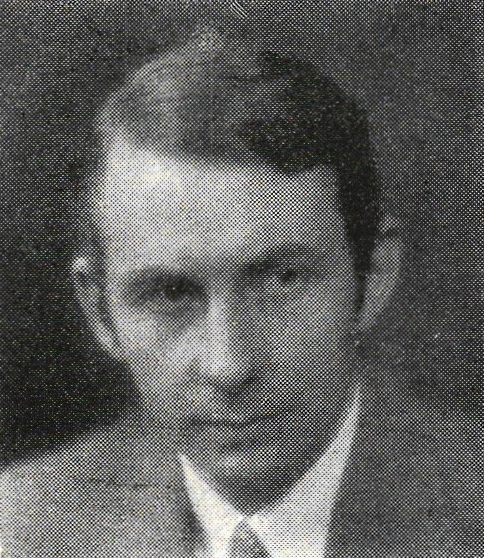
Ernst Åkerbladh, cirka 1935.

Ernst Adolf Åkerbladh, född 12 april 1890 i Sundsvall, död 1969, var en svensk målare, tecknare och grafiker.
Han var son till skeppsredaren Claes Daniel Alexander Åkerbladh och Maria Wilhelmina Lundgren och gift första gången 1924 med Lena Hägg och andra gången 1938 med Siri Næslund och tredje gången från 1945 med konstnären Gun Arvidsson. Han var bror till Alexander Åkerbladh. 
Efter läroverksstudier i Sverige kom Åkerbladh till England där hans mor arbetade som sjukgymnast. Han provade på ett flertal yrken, bland annat arbetade han på ett apotek och på Harrods varuhus i London. Efter att han fått anställning vid ett engelskt baconföretag blev han företagets representant i Danmark 1917, inom företaget avancerade han till revisor och grisexpert. Han hatade lukten från grisarna och tog anställning som kontorschef vid en stor annonsfirma i Danmark. Sedan var han under två års tid tecknare för teaterkungen Frede Skaarup. 
Åter i England 1919–1922 tecknade han bokomslag, karikatyrer, teaterdekorationer och affischer. Därefter för Åhlén & Åkerlunds förlag i Stockholm. Han började teckna teaterkarikatyrer för tidskriften Scenen som uppmärksammades av andra publikationer och det resulterade i att han fick utföra liknande arbeten för andra tidskrifter och efter omkring 20 år hade han tecknat ett bildgalleri med hundratals teaterhistoriska teckningar som numera förvaras vid Scenkonstmuseet. 
Han publicerade 1923 en mindre skrift med karikatyrteckningar av sina arbetskamrater vid Åhlén & Åkerlunds förlag. Under en kombinerad bröllops- och studieresa till Italien 1924 studerade han teckning, målning och etsning vid British Academy of Art i Rom och tog privatlektioner i porträttmåleri för Oki Brázda samt medarbetade som illustratör för tidskriften Il Mattino i Neapel. 
Åter i Stockholm anställdes han som tecknare vid Söndagsnisse-Strix där han gjorde en serie karikatyrteckningar av affärsfolk, teckningarna samlades i albumet 43 porträtt av svenska affärsledare anno 1926. Flera av hans bästa teckningar publicerades i jultidningen Lutfisken där han medverkade ett 30-tal år. En resa runt Medelhavet resulterade i albumet Till Medelhavet med Gripsholm 1928 och två år senare följde boken With Ernst Åkerbladh and Kungsholmen to the Westindies och 1937 gav han tillsammans med Lena Åkerbladh ut Stumpan far till Orienten. 
Han var under signaturen Aki guest cartoonist i Daily Herald och tecknade där en rad politiska karikatyrer med skarp udd mot fascismen. Det var även vid denna tidpunkt han tog upp sitt oljemåleri och under resor till Marocko 1938-1939 började han även måla i akvarell. 
Efter andra världskrigets slut blev det upprepade resor till England och senare besökte han Guatemala och Pakistan, dessa resor resulterade i ett antal teckningar. Som illustratör illustrerade han en stor mängd böcker bland annat Björn Hodells ABC-bok för teaterbiten ungdom och Lage Staël von Holsteins Sonetter om svenska slott. 
Sedan 1939 ställde han ut separat ett 70-tal tillfällen, bland annat på Gummesons konsthall, Galerie Modern, De Ungas salong, Galerie S:t Nikolaus och Louis Hahnes i Stockholm och i ett flertal svenska landsortsstäder. Han medverkade i Salon des Humoristes i Paris 1925, Sveriges allmänna konstförenings utställningar i Stockholm, Liljevalchs Stockholmssalonger samt utställningar i London arrangerade av Royal Institute of Watercolour Painters. 
Bland hans porträtt märks de av arkitekten Sven Malm och skalden Harald Forss. Förutom illustrationer består hans konst av figursaker, porträtt, pittoreska miljöer från London, St. Tropez, Marrakech, Guatemala, Lofoten och andra platser han besökt  målade i olja, akvarell eller färgkrita. Åkerbladh är representerad vid Scenkonstmuseet, Bonnierska porträttsamlingen Stockholms stadsmuseum, Hälsinglands museum, Smålands museum Nationalmuseum och Kungliga biblioteket i Stockholm.